# Jerry Juhl
Jerry Juhl est un scénariste, producteur et acteur américain né le 27 juillet 1938 à St. Paul, Minnesota (États-Unis), mort le 26 septembre 2005 à San Francisco (Californie).

## Filmographie

### comme scénariste
- 1969 : The Cube (TV)
- 1970 : The Great Santa Claus Switch (TV)
- 1972 : The Muppet Musicians of Bremen
- 1974 : The Muppets Valentine Show (TV)
- 1977 : Emmet Otter's Jug-Band Christmas (TV)
- 1976 : Le Muppet Show ("The Muppet Show" (1976) TV Series (head writer) (1977-1981) (writer))
- 1979 : The Muppets Go Hollywood (TV)
- 1979 : The Muppet Movie
- 1981 : Les Muppets à Londres (The Great Muppet Caper)
- 1985 : Muppet Video: Gonzo Presents Muppet Weird Stuff (vidéo)
- 1985 : Fozzie's Muppet Scrapbook (vidéo)
- 1985 : Childrens Songs and Stories with the Muppets (vidéo)
- 1985 : Muppet Video: Muppet Moments (vidéo)
- 1985 : Muppet Video: Country Music with the Muppets (vidéo)
- 1985 : Muppet Video: Muppet Treasures (vidéo)
- 1986 : The Muppets: A Celebration of 30 Years (TV)
- 1987 : A Muppet Family Christmas (TV)
- 1990 : The Muppets at Walt Disney World (TV)
- 1990 : The Muppets Celebrate Jim Henson (TV)
- 1992 : Noël chez les Muppets (The Muppet Christmas Carol)
- 1996 : L'Île au trésor des Muppets (Muppet Treasure Island)
- 1999 : Les Muppets dans l'espace (Muppets from Space)

### comme producteur
- 1979 : The Muppet Movie : Muppet Performer (voix)
- 1989 : Living with Dinosaurs (TV)
- 1989 : The Jim Henson Hour (série TV)

### comme acteur
- 1955 : Sam and Friends (série TV) : Additional Performer (1955-1961) (voix)
- 1965 : Time Piece : Bartender
- 1972 : Tales from Muppetland: The Frog Prince : Taminella (voix)